# Джхакараву
Джхакараву (канн. ಝಕಾರವು) — ಝ, джха, буква слогового алфавита каннада из второй варги, придыхательная звонкая постальвеолярная аффриката /ʤh/. Произносится аналогично букве ಜ, джа, но с придыханием; исторически относится к группе согласных с сильным придыханием, но в современном языке произносится просто с придыханием, в отличие от согласных со слабым придыханием, которые в современном языке произносятся без придыхания. Символ юникода — U+0C9D.
Сочетание с гласными:
| ಅ | ಆ | ಇ | ಈ | ಉ | ಊ | ಋ | ೠ | ಎ | ಏ | ಐ | ಒ | ಓ | ಔ | ಅಂ | ಅಃ | без гласной |
| - | - | - | - | - | - | - | - | - | - | - | - | - | - | - | - | ----------- |
| ಝ | ಝಾ | ಝಿ | ಝೀ | ಝು | ಝೂ | ಝೃ | ಝೄ | ಝೆ | ಝೇ | ಝೈ | ಝೊ | ಝೋ | ಝೌ | ಝಂ | ಝಃ | ಝ್           |

Пример двойного согласного: ಝ್ಝ